# Terremoto del Rann de Kutch de 1819
El terremoto del Rann de Kutch de 1819 ocurrió entre las 18:45 y las 18:50 hora local del 16 de junio de 1819. Tuvo una magnitud estimada que varió de 7,7 a 8,2 en la escala de magnitud de momento y una intensidad máxima percibida de XI en la escala de intensidad de Mercalli. Desencadenó un tsunami y causó al menos 1.543 muertes. El terremoto provocó un área de hundimiento que formó el lago Sindri y una zona local de levantamiento al norte de unos 80 kilómetros de largo, 6 kilómetros de ancho y 6 metros de alto que represaron los ríos Koree, Kori, Puran y Nara. Esta presa natural se conocía como Allah Bund ("Presa de Dios").

## Entorno tectónico
El distrito de Kutch de la actual Guyarat se encuentra a 300 o 400 kilómetros del límite de la placa entre la placa india y la placa euroasiática, pero la tectónica actual aún se rige por los efectos de la continua colisión continental a lo largo de este límite. Durante la fragmentación de Gondwana en el período Jurásico, esta área se vio afectada por fisuras con una tendencia aproximada de oeste a este. Durante la colisión con Eurasia, el área sufrió un acortamiento, lo que involucró tanto la reactivación de las fallas originales como el desarrollo de nuevas fallas de ángulo bajo. El plegamiento relacionado ha formado una serie de rangos, particularmente en el centro de Kutch. El mecanismo focal de la mayoría de los terremotos es consistente con fallas inversas en fallas de rift reactivadas. El terremoto de Guyarat de 2001 fue causado por el movimiento en una falla de buzamiento hacia el sur previamente desconocida, con una tendencia paralela a las estructuras de grietas inferidas.

## Terremoto
El terremoto duró de dos a tres minutos. Se sintió en un área enorme, desde Chennai hasta Calcuta en el este, tan al norte como Katmandú y tan al oeste como Baluchistán. El terremoto principal fue seguido por una prolongada actividad de réplicas, con grandes terremotos que continuaron durante al menos 50 años, incluido uno con una magnitud estimada de más de 6,5 en 1846.
El desplazamiento máximo durante el terremoto se estima en 12 metros, según la altura del dique y la cantidad de hundimiento hacia el sur. Combinado con una extensión lateral de al menos 80 kilómetros, esto da una magnitud de momento estimada de 7,7. Esto coincide bien con las magnitudes estimadas utilizando tanto el área total sentida como el área de intensidad VIII. Otras estimaciones basadas en mediciones de intensidad dan magnitudes de hasta 8,2.
El modelado de la deformación de la superficie indica que la falla que se deslizó durante el terremoto se sumergió hacia el norte entre 50 y 67°. Como las fallas con un buzamiento superior a 50° son normalmente desfavorables para el deslizamiento, se ha sugerido que se desarrolló una presión de fluido intersticial relativamente alta en profundidad para permitir que ocurriera este desplazamiento. Hay evidencia de que el río Indo se desplazó hacia el oeste después de este terremoto.

### Allah Bund (Presa de Dios)
El efecto topográfico más obvio de este terremoto fue la formación de una cresta de unos 6 metros de altura, que se extendía por 80 kilómetros y formaba una presa natural a través del río Puran. Para distinguirlo de las represas hechas por el hombre que eran comunes en la región, el área levantada se conoció como Allah Bund, o Presa de Dios. El montículo producido tenía una geometría marcadamente asimétrica, con un margen de buzamiento hacia el sur más corto y más pronunciado, de unos 600 metros de ancho y un buzamiento de 0,65°, y un margen de buzamiento hacia el norte más amplio de más de 5 kilómetros de ancho con un buzamiento de solo alrededor de 0,05°.

### Lago Sindri
El lago Sindri, con una superficie de más de 1.000 kilómetros cuadrados, se formó debido al hundimiento de hasta 3 metros al sur del Allah Bund. Inicialmente, el lago estaba aislado del río y se llenaba de agua de mar. En el margen occidental del lago, se construyó un pequeño delta a partir de la parte oriental del mayor delta del Indo. Después de 1826, el río rompió la presa artificial y finalmente rompió el dique mismo, lo que provocó que el lago volviera a ser agua dulce.

### Terremotos posteriores
El terremoto de Anjar de 1956 se debió a fallas inversas, de un tipo similar al que se cree que causó el terremoto del Rann de Kutch de 1819.
Los cambios en la tensión causados por la transferencia de tensión de Coulomb debido al terremoto de 1819 pueden haber sido suficientes para desencadenar el terremoto de Guyarat de 2001 y otros terremotos históricos que ocurrieron en la región durante el período intermedio.

## Tsunami
Hubo un tsunami local que inundó el área conocida como Gran Rann inmediatamente después del terremoto. El fuerte de Sindri fue destruido por el terremoto y luego parcialmente sumergido por el tsunami, "obligando a los sobrevivientes a subir a la cima de las ruinas".

## Daños
Las ciudades de Kothara, Mothala, Naliya y Vinzan sufrieron daños especialmente graves. Anjar, Bhuj, Lakhpat, Mandvi y Tera también se vieron gravemente afectados. Al menos 1.543 personas murieron en las ciudades más grandes; se desconoce el número de víctimas en ciudades y pueblos más pequeños. Hubo algún grado de daño a los edificios en la mayor parte de Guyarat, incluida la destrucción de los "minaretes temblorosos" de Jama Masjid en Ahmedabad. En Jaisalmer en Rajasthan, "al menos 500 invitados fueron asfixiados en un banquete de bodas".